# Шател-Жерар
Шател-Жерар (фр. Châtel-Gérard) насеље је и општина у источном делу централне Француске у региону Бургоња, у департману Јон која припада префектури Авалон.
По подацима из 2011. године у општини је живело 249 становника, а густина насељености је износила 8,12 становника/km². Општина се простире на површини од 30,67 km². Налази се на средњој надморској висини од 324 метара (максималној 363 m, а минималној 248 m).

## Демографија
| 1962. | 1968. | 1975. | 1982. | 1990. | 1999. | 2011. |
| ----- | ----- | ----- | ----- | ----- | ----- | ----- |
| 366   | 394   | 306   | 307   | 286   | 253   | 249   |

График промене броја становника у току последњих година